# Lambethpalatset
Lambethpalatset (engelska: Lambeth Palace) är ärkebiskopen av Canterburys officiella residens i London, beläget i London Borough of Lambeth på Themsens södra strand och cirka 400 meter sydöst om Houses of Parliament  på den motsatta stranden.
Platsen har sedan 1000-talet utgjort en samlingspunkt för den kristna kyrkan i England, och sedan 1200-talet har ärkebiskopen haft sitt residens här. Idag finns även ärkebiskopens kansli, kapell och representationslokaler på området samt Lambethpalatsets bibliotek.

## Historik
Lambeth är ett fornengelskt namn, med grund i lam (lera) eller lamb (lamm) och hitha (landningsplats). Namnet antas vanligen betyda lammens landstigningsplats, men då marken tidigare varit sank är den leriga landstigningsplatsen också en tänkbar förklaring till namnet.
Enligt Domesday Book lämnade Godgifu av England, dotter till kung Ethelred den villrådige, norra Lambeth i gåva till biskopen av Rochester någon gång under 1000-talets första hälft. På platsen uppfördes en kyrka som helgades till jungfru Maria och vid tiden för den normandiska erövringen av England 1066 liksom vid upprättandet av Domesday Book 1086 är den upptagen som kyrkojord.
År 1197 lämnade ärkebiskop Hubert Walter av Canterbury godset Darente (Dartford, Kent) till biskop Gilbert de Glanvill av Rochester i utbyte mot godset Lambeth och dess patronatsrätt. Enligt Wheatley avsåg ärkebiskop Hubert att upprätta ett kapitel av sekulärkaniker vid Lambeth, och på så sätt fullfölja det arbete en (ej namngiven) tidigare ärkebiskop påbörjat. På platsen fanns redan ett kapell och andra byggnader, som Hubert ville färdigställa. Wheatley uppger att munkarna vid Katedralen i Canterbury motsatte sig projektet och skrev till påven, vilket resulterade i att ärkebiskop Hubert tvingades riva byggnaderna vid Lambeth. Godsets huvudbyggnad omvandlades till ärkebiskopsresidens, vilket det fungerat som allt sedan dess.

## Palatsområdet

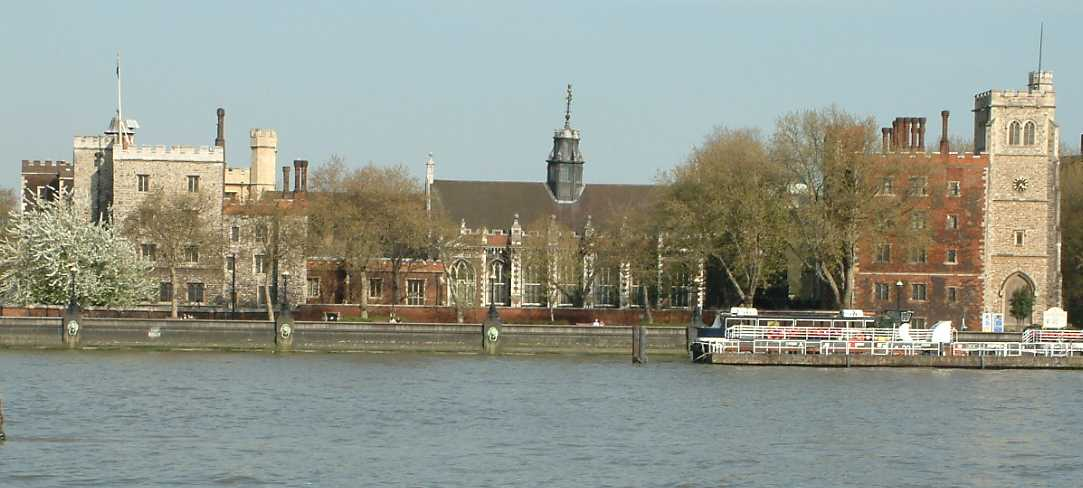
Lambethpalatset. Från vänster Cranmers torn (tillbakadraget), Lollardernas torn, Lauds torn (grå sten), Stora salen (med takkupol), Mortons porthus (rött tegel) och St Mary-at-Lambert.

Ursprungligen avgränsades området i väster av Themsen och såväl ärkebiskopen som besökare och fångar anlände med färja. Lambethbron (Lambeth Bridge) var ursprungligen inte en bro, utan en angöringsplats vid Lambeth för färjetrafiken över och längs med Themsen. Landstigningsplatser, trappor, varv och båtbodar fanns kvar längs den södra stranden fram till 1860-talets slut, då Albert Embankment, bland annat för att skapa ett fungerande avloppssystem för staden.
Sedan 1870-talet utgör Lambeth Palace Road palatsets västra gräns och Lambeth Road den södra och östra. I norr och nordöst ligger Archbishop's Park, en offentlig park som angränsar till Lambethpalatsets trädgårdar. Trädgårdarna var tidigare ett större område, med stora fruktodlingar, och är den äldsta kontinuerliga trädgårdsodlingen i London med rötter i 1100-talet.
Utanför huvudentrén ligger den före detta kyrkan St Mary-at-Lambeth, med rötter i 1000-talet. Fastigheten ägs av Southwarks stift men avsakraliserades 1972 när befolkningen i området minskade. Planen var att riva byggnaden, men med början 1976 etablerades en stiftelse som restaurerade kyrkan och omvandlade den till ett museum för hortikultur.

## Byggnader

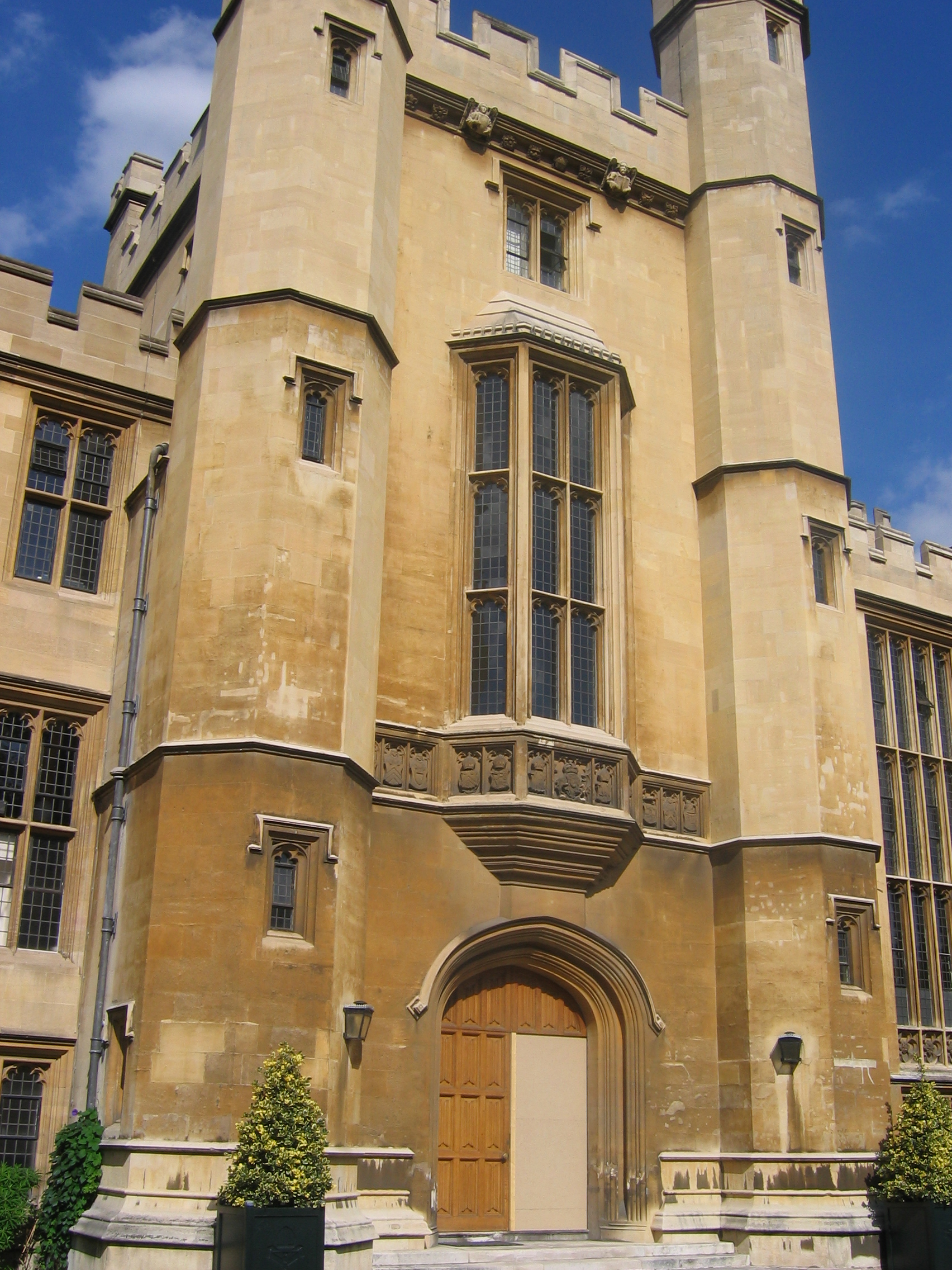
Huvudentrén till residenset, med de båda turellerna på vardera sidan om porten.

Palatset består av ett antal sammanlänkade byggnader och gårdar. De huvudsakliga byggnaderna är:
- Mortons porthus. Huvudporten till området, uppfört av kardinal John Morton 1490–1495 i tudorstil med rött tegel, med två torn i fem våningar och krenelerade murar. Tornet innehåller även ett fängelserum i bottenplan.[10][11] Genom Mortons porthus kommer besökare till den västra innergården. Direkt till höger efter porten finns ett nytt portvalv, som leder till den östra, stora innergården och huvudbyggnaden.[12]
- Stora salen. Stora salen var ursprungligen den plats där ärkebiskoparna mötte kungen och stormännen. Efter Engelska inbördeskriget var flera byggnader på området skadade eller förstörda, och Stora salen hade monterats ned och sålts som byggnadsmaterial. Ärkebiskop William Juxon lät återuppföra byggnaden, som idag rymmer den största samlingssalen på palatsområdet. Taket är utfört för att återspegla gotikens snickeriideal. Sedan 1830-talet ryms även en del av Lambeth Palaces litteratursamling här.[10][11] På taket finns en lanternin i trä, på vilken en förgylld vindflöjel placerats, med en biskops mitra som utsmyckning.[13]
- Vakternas sal. Genom en trappa från Stora salen når man Vakternas sal, möjligen uppförd under sent 1300-tal. Utsidan är täckt i kalksten från Bath. I väster ligger korsgången i väster. I öster finns fönster mot palatsets innergård. Vakternas sal byggdes troligen under sent 1300-tal, tidigt 1400-tal, och rymde ärkebiskopens privatarmé. Vid tiden för Engelska inbördeskriget fanns tillräckligt med vapen för 200 män. London Survey anger Vakternas sal som den plats där sir Thomas More ställdes inför Rådet och vägrade att erkänna Henrik VIII som Engelska kyrkans överhuvud. När arkitekt Edward Blore undersökte salen 1829 befanns den i så dåligt skick att en kraftfull renovering genomfördes. Den tidstypiska valvkonstruktionen i taket bibehölls dock.[14][15]
- Kapellet. Norr om Stora salen finns en korsgång som leder fram till kapellet, områdets äldsta hus, uppfört under ärkebiskop Bonifacius ämbetstid 1241–1270. Byggnaden är dock ombyggd vid ett flertal tillfällen, inte minst efter att all inredning brunnit upp under Blitzen av London 1940–1941. Takmålningarna är daterade så sent som 1988. Ett stort antal ärkebiskopar har konsekrerats i kapellet, och från reformationen till 1800-talets mitt var det även vanligt att övriga biskopsvigningar hölls här.[10][5][14]
- Cranmers torn. Norr om kapellet ligger ärkebiskop Thomas Cranmers torn. Det är inte belagt vem som lät bygga tornet eller om Cranmer faktiskt författade Den allmänna bönboken här, men tornet är uppfört i en stil som motsvarar den rådande under Cranmers tid som ärkebiskop. I bottenvåningen används tornet som sakristia till kapellet, medan första våningen utgör orgelläktare.[14] Ett av rummen har fri sikt mot altaret i kapellet; det har fått namnet Cranmers arbetsrum.[10]
- Lollardernas torn. Tornet är placerat mellan kapellet och Themsen. Det byggdes på 1430-talet av ärkebiskop Chicheley, och har fått sitt öknamn efter det fängelserum längst upp i tornet där John Wycliffes efterföljare Lollarderna ska ha hållits fängslade. Påståendet är dock ifrågasatt. Även om Lambethpalatset har använts för att fängsla kättare och Wycliffe förhördes i kapellet är det troligt att just Lollardernas torn användes som fängelse långt senare.[10][16]
- Lauds torn. Söder om Lollardernas torn, med utsikt över Themsen, ligger ärkebiskop William Lauds torn i fyra våningar. På utsidan av tornet finns stuprör i bly bevarade, märkta med dels stiftets och dels ärkebiskopens personliga vapen, samt texten 1635 WL.Tornet verkar främst ha uppförts för att underlätta att ta sig runt mellan palatsets olika byggnader. I bottenvåningen har det tidigare funnits ett kök.[14]

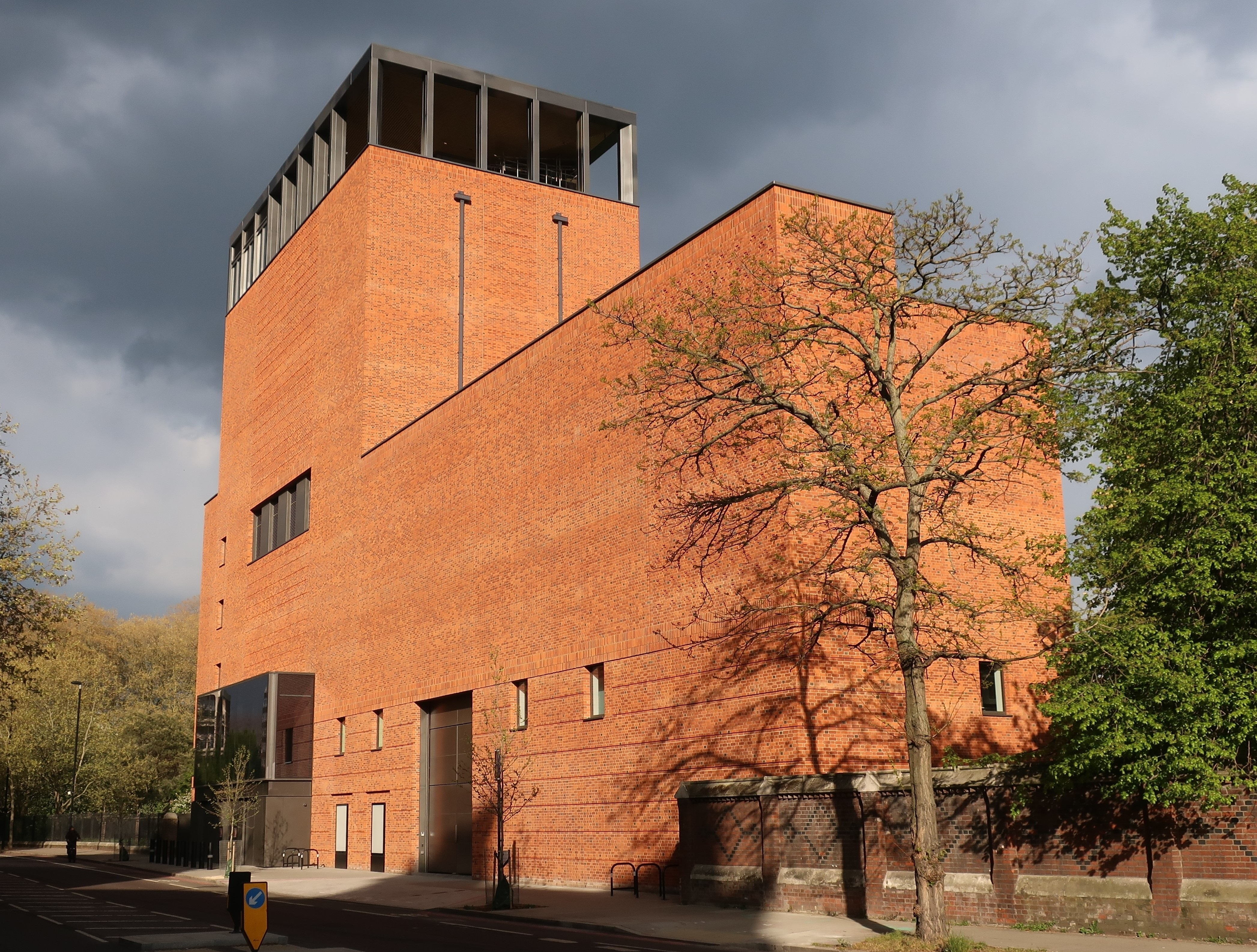
Lambeth Palace Library, byggt 2020, är tänkt att visa på samhörigheten med Mortons porthus.

- Blores residens. Öster om kapellet ligger residenset. På 1600-talet innehöll byggnaden bland annat en större och en mindre matsal, ärkebiskopens bostadsrum samt ett audiensrum. Det långa galleriet på övervåningen beskrivs som klätt i ekpanel, medan rummen på nedervåningen var kalkade eller stensatta. Det nuvarande residenset uppfördes 1829–1834 under arkitekt Edward Blore, som fått ge namn åt byggnaden. Blore använde sig av nygotik och perpendikulärstil.[14]  Fasaden vetter mot den muromgärdade innergården, är nästan 50 meter bred och byggd i kalksten från Bath. Huvudentréns torn flankeras av två åttkantiga tureller. I byggnaden finns, förutom ärkebiskopens och hans familj bostad, ett flertal större mötesrum och kontorslokaler, samt representationslokaler som State Drawing Room. Idag är kapellet och residenset förbundet med ett nybyggt atrium.[10][17]
- Biblioteket. Palatsets boksamlingar har sedan 1600-talet stadigt växt, men det är först i modern tid som böcker och manuskript fått en egen och anpassad byggnad. Placerad i kanten av palatsets trädgård är det nuvarande Lambeth Palace Library designat för att kunna ta emot externa besökare samtidigt som det skärmar av palatsparken från buller och utsläpp från närbelägna gator. Den moderna byggnaden är ritad av Wright & Wright Architects, och öppnade 2020. Biblioteket är det första nytillskottet av byggnader inom palatsområdet på 185 år. Byggnaden är uppförd i handtillverkat rött tegel, tänkt att återspegla Mortons porthus och den mur som omger palatset. Tornet är nio våningar högt.[8]

## Lambethpalatsets bibliotek

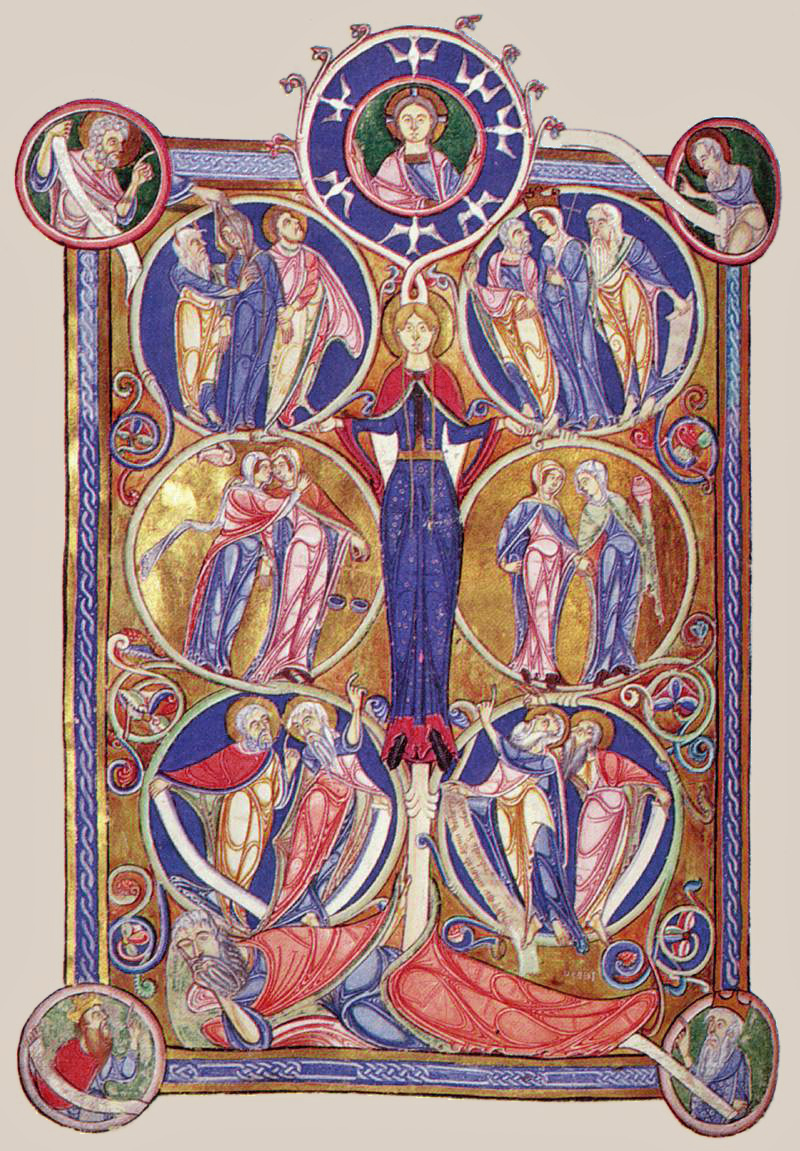
Illumination av Jesse rot och stam. Lambethbibeln (1100-tal).

Med början i ärkebiskop Richard Bancrofts samling om 5 600 böcker och 500 manuskrift har Lambeth Palace Library (latin: Bibliotheca Lambethana) sedan 1610 fungerat som ett forskningsbibliotek. Idag är det Engelska kyrkans nationella bibliotek och arkiv.
Att samlingarna kunder räddas från förstörelse under Engelska inbördeskriget beror främst på att Cambridge University bad parlamentet att få ta över böckerna. De återlämnades först efter restaurationen år 1664.
Dagens biblioteksbyggnad rymmer över 20 000 hyllmeter av material. Ärkebiskopens kansli beskriver Lambeth Palace Library som den största samlingen religiös litteratur utanför Vatikanen. Bland verken märks bland andra:
- Gutenbergs bibel. Ett av få existerande exemplar från 1450-talet.
- Lambethbibeln. Illuminerad handskrift från 1100-taleti romansk stil. Innehåller bland annat Jesse släktträd.
- Lambeths koralbok. Illuminerad körbok från 1500-talet, med musik för 7 mässor, 4 magnificat och 8 motetter av renässanskompositörer som Robert Fayrfax och Nicholas Ludford.
- Mac Durnanevangelierna. Framställdes på Irland under 800- eller 900-talet, innehåller de fyra evangelierna i illuminerad irländsk stil.
- Rikard III:s tidebok. En illuminerad tidegärdsbok från sent 1400-tal.

Biblioteket har även mer moderna arkiv, exempelvis finns handlingarna från den kommission för byggandet av femtio nya kyrkor i London som bildades 1711 bevarade. Det finns också ett antal objekt som inte direkt anknyter till kyrkan, exempelvis historieskildringar och släktkrönikor.

## Biskop vid Lambeth
Från 1984 till 2021 utsåg ärkebiskopen av Canterbury en särskild biskop vid Lambeth, med uppgift att vara en episkopal assistent till ärkebiskopen.
Biskopen vid Lambeth var inte knuten till något geografiskt område, utan hade sina huvudsakliga uppgifter i anslutning till ärkebiskopens nationella uppdrag. Bland annat utsågs biskopen vid Lambeth till biskop till Storbritanniens väpnade styrkor (bishop to the Forces) och ärkebiskopens kommissarie för Falklandsöarna (biskop for the Falkland Islands). Biskopen vid Lambeth ansvarar också för ärkebiskopens förberedelser för generalsynoden och i biskoparnas hus av generalsynoden.
I juni 2021 fick uppdraget ett något förändrat innehåll och namn, nämligen biskop för ärkebiskoparna av Canterbury och York. I den nya rollen stödjer biskopen alltså även ärkebiskopen av York. Ett nytt fokus är Lambethkonferensen 2022, medan den nya biskopen, Emma Ineson, inte tagit över ansvaret för försvarsmakten eller Falklandsöarna.

## Sankt Anselms kommunitet
Genom Sankt Anselms kommunitet i Lambethpalatset har ärkebiskop Justin Welby velat ge kristna kvinnor och män i åldrarna 20–35 år möjligheten att under ett år uppleva "fördjupad bön, tjänst för medmänniskor och ett kommunitetsliv." Kommuniteten är ekumenisk, och följer en egen ordensregel. Ordenslöftet är ettårigt, och avläggs antingen för bo och verka i Lambethpalatset på heltid med en gemensam böne- och livsrytm, eller för att utifrån sin ordinarie yrkesverksamhet och boendesituation i London följa ordensregeln och ansluta till kommunitetslivet flera gånger i veckan. Bön, studier och arbete i välgörenhetsorganisationer är viktiga inslag i kommunitetens vardag.
För ärkebiskop Justin har syftet också varit att göra Lambethpalatset till "något mer än en historisk plats av makt och auktoritet; en plats som får välsigna och tjäna människor till jordens yttersta gräns." Kommunitetens abbot är ärkebiskopen, medan den dagliga verksamheten leds av en prior. St Anselms förste prior 2014–2018 var den svenske prästen Anders Litzell.

## Källförteckning